# Biszcza (gmina)
Pour les articles homonymes, voir Biszcza.
Biszcza est une gmina rurale (gmina wiejska) de la powiat de Biłgoraj, dans la Voïvodie de Lublin, dans l'est de la Pologne.
Son siège administratif (chef-lieu) est le village de Biszcza, qui se situe environ 17 kilomètres au sud-ouest de Biłgoraj (siège du powiat) et 94 kilomètres au sud de la capitale régionale Lublin (capitale de la voïvodie).
La gmina couvre une superficie de 106,31 km2 pour une population de 3 934 habitants en 2006.

## Histoire
De 1975 à 1998, la gmina est attachée administrativement à la voïvodie de Zamość.

Depuis 1999, elle fait partie de la voïvodie de Lublin.

## Géographie
La gmina inclut les villages et localités de :

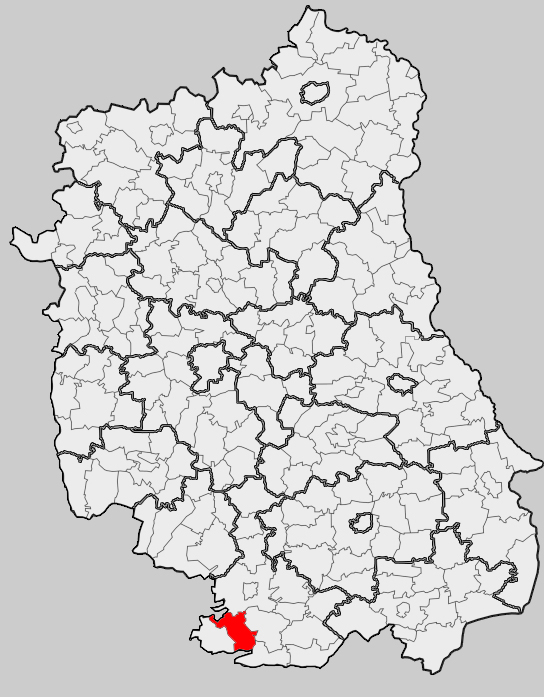
Position de la gmina dans la voïvodie

- Biszcza
- Budziarze
- Bukowina
- Gózd Lipiński
- Suszka
- Wola Kulońska
- Wólka Biska
- Żary

### Gminy voisines
La gmina de Biszcza est voisine des gminy suivantes :
- Biłgoraj
- Harasiuki
- Księżpol
- Kuryłówka
- Potok Górny
- Tarnogród

## Structure du terrain
D'après les données de 2002, la superficie de la commune de Biszcza est de 106,31 kilomètres carrés, répartis comme telle :
- terres agricoles : 68%
- forêts : 26%

La commune représente 6,4% de la superficie du powiat.

## Démographie
Données du 30 juin 2004:
| Description        | Total  | Total | Femmes | Femmes | Hommes | Hommes |
| ------------------ | ------ | ----- | ------ | ------ | ------ | ------ |
| Unité              | Nombre | %     | Nombre | %      | Nombre | %      |
| Population         | 4 005  | 100   | 2 025  | 50,6   | 1 980  | 49,4   |
| Densité (hab./km²) | 37,3   | 37,3  | 18,9   | 18,9   | 18,5   | 18,5   |